# 維斯特盧2
維斯特盧2（Westerlund 2）是位於船底座一個隱蔽、朦朧的大質量恆星集團，估計它的年齡只有100或200萬歲。它包含一些非常熱、非常亮且質量是所知最大的恆星。
這個集團包含十數顆O型星，其中至少有三對是食聯星、許多主序前星和兩顆沃夫–瑞葉星：聯星WR20a和單星WR20b，它們的光譜都是WN6ha。它們很可能不是真的沃夫–瑞葉星，也就是說它們只是像太陽一樣，有燃燒氫的核心。只是因為有著大質量的流失率，使它們看起來像沃夫–瑞葉星。

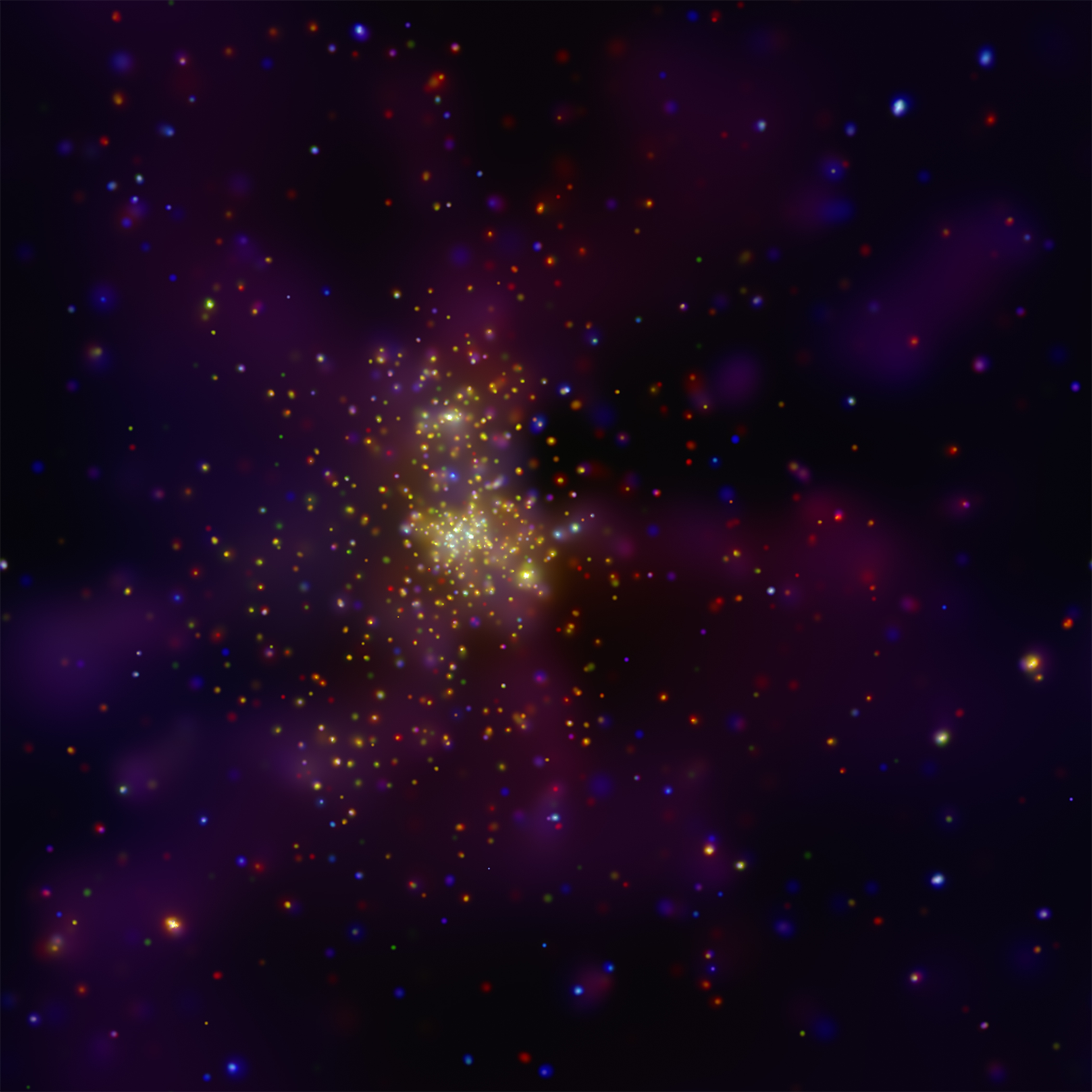
維斯特盧2

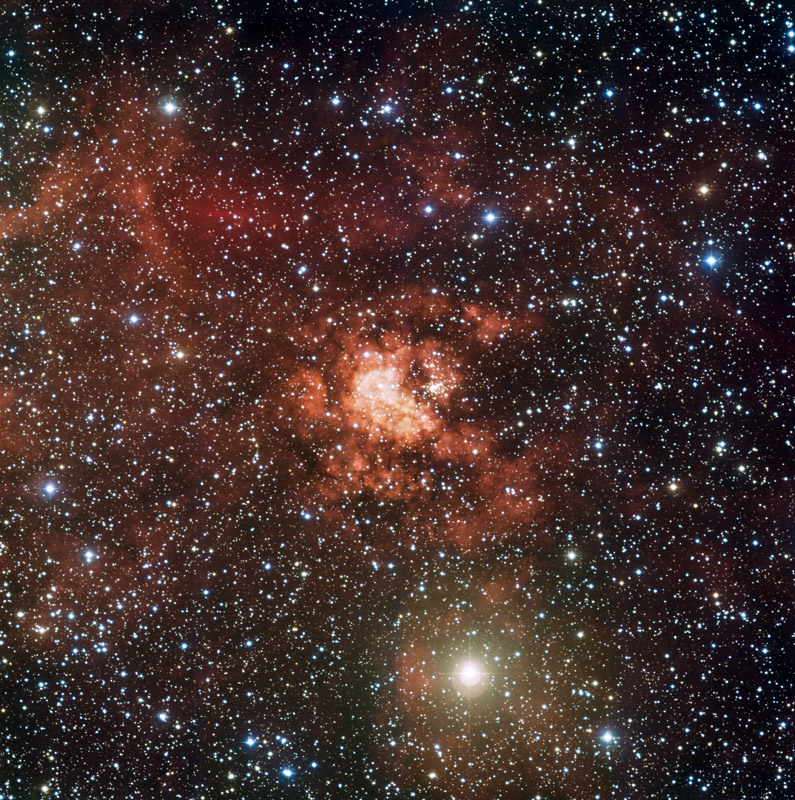
巨大的恆星搖籃古姆29。躺在它中心的是年輕的星團維斯特盧2。

最近顯示出在這個星團的核心有幾顆非常罕見的高溫恆星例子 (Rauw et al. 2007, A&A, 463, 981)。這個黃色的斑點在星團中心右下方，就在星團之外30弧秒 (大約 凸出1.1秒差距) 之處，發現一顆食聯星WR20a。
正如其名，維斯特盧2是在1960年代由本特·維斯特盧發現的星團 (Westerlund 1961, PASP, 73, 51 and 1968, ApJ, 154, L67 see http://vizier.u-strasbg.fr/cgi-bin/Dic-Simbad?Cl%20Westerlund )，但是它所包含的恆星在過去幾年才被確認 (Moffat et al. 1991, AJ, 102, 642; Rauw et al. 2007, A&A, 463, 981)。當時也知道WR20a的存在 (The 1966, CoBos, 35, 1)，但是在2004年才被比利時的團隊發現它是聯星。

## WR20a
WR20a是在2004年才被發現是質量最大的聯星系統之一，也是在當時才測量出成員準確的質量。在這個系統中的成員質量大約是我們太陽的80倍 (Rauw et al. 2004, 420, L9, Rauw et al. 2005, A&A, 432, 985 and Bonanos et al. 2004)，但是不清楚這個系統為何會遠離星團的中心。這個系統有可能是在核心形成的，但是因為動力學上的交互作用而被彈出。
這兩顆恆星以3.6天的週期彼此互繞著公轉。雖然恆星的軌道非常緊密，但恆星還是被分辨出來 (see e.g. Rauw et al. 2007, A&A, 463, 981 and Bonanos et al. 2004)，並且預測這兩顆恆星在100萬年內就會因為膨脹而接觸到。已經測量到恆星表面有很大的氮豐度 (Rauw et al. 2005, A&A, 432, 985)，它的氮豐度大約是太陽的6倍。這些氮可能是在恆星內部的深層產生的，並且經由旋轉的混合後再混合著朝向表面。
在可見光與X攝線的觀察，都已經檢測到兩顆恆星的恆星風已經相互撞擊  (Rauw et al. 2005, A&A, 432, 985; Naze et al. 2008, A&A, 483, 171)。X射線的輻射區相當廣闊，因此他不受到食的任何影響。

## WR20b
WR20b似乎是一顆單獨的恆星，比最暗的WR20a還要暗淡，但是它發射的X射線很奇特(see Naze et al. 2008, A&A, 483, 171)。

## 外部連結
- Astronomy Picture of the Day -  Young Star Cluster Westerlund 2 （页面存档备份，存于）  26 June 2010